# Johannes Hans Daniel Jensen
Johannes Hans Daniel Jensen, nemški fizik, * 25. junij 1907, Hamburg, Nemčija, † 11. februar 1973, Heidelberg, Nemčija.
Jensen je leta 1963 prejel Nobelovo nagrado za fiziko »za odkritja povezana z zgradbo jedrske lupine.«